# Governo de Mato Grosso do Sul
O Governo do Estado de Mato Grosso do Sul ou Poder Executivo sul-mato-grossense é chefiado pelo governador do estado de Mato Grosso do Sul, Brasil, que é eleito em sufrágio universal e voto direto e secreto pela população local para mandatos de 4 anos de duração, podendo ser reeleito para mais um mandato.
Sua sede é a Governadoria de Mato Grosso do Sul, que desde 1983 é sede do governo sul-mato-grossense. O governador não tem residência e habita moradia própria.
O estado de Mato Grosso do Sul, assim como em uma república, é governado por três poderes, o executivo, representado pelo governador, o legislativo, representado pela Assembleia Legislativa do Estado de Mato Grosso do Sul, e o judiciário, representado pelo Tribunal de Justiça do Estado de Mato Grosso do Sul.

## Executivo
- Governador: Eduardo Riedel
- Vice-Governador: José Carlos Barbosa (Barbosinha)

O Poder Executivo sul-mato-grossense é composto por 14 secretarias, incluindo a Procuradoria-Geral do Estado.

### Secretarias de estado atuais
| #  | Secretaria                                                     | Secretário (a) de Estado |
| -- | -------------------------------------------------------------- | ------------------------ |
| 1  | Administração                                                  | Frederico Felini         |
| 2  | Assistência Social e Direitos Humanos                          | Patrícia Cozzolino       |
| 3  | Casa Civil                                                     | Eduardo Rocha            |
| 4  | Controladoria-Geral do Estado                                  | Carlos Eduardo Girão     |
| 5  | Cidadania                                                      | Viviane Luiza da Silva   |
| 6  | Educação                                                       | Hélio Daher              |
| 7  | Fazenda                                                        | Flávio César             |
| 8  | Governo e Gestão Estratégica                                   | Rodrigo Perez            |
| 9  | Infraestrutura e Logística                                     | Guilherme Alcântara      |
| 10 | Justiça e Segurança Pública                                    | Antonio Carlos Videira   |
| 11 | Meio Ambiente, Desenvolvimento, Ciência, Tecnologia e Inovação | Jaime Verruck            |
| —  | Procuradoria-Geral do Estado                                   | Ana Carolina Ali Garcia  |
| 12 | Saúde                                                          | Maurício Simões          |
| 13 | Turismo, Esporte e Cultura                                     | Marcelo Ferreira Miranda |

### Administração indireta
- Autarquias
  - Agência de Desenvolvimento Agrário e Extensão Rural (Agraer)
  - Agência Estadual de Administração do Sistema Penitenciário (Agepen)
  - Agência Estadual de Defesa Sanitária Animal e Vegetal (Iagro)
  - Agência Estadual de Gestão de Empreendimentos (Agesul)
  - Agência Estadual de Metrologia (AEM/MS)
  - Agência Estadual de Regulação dos Serviços Públicos (Agems)
  - Agência de Gestão de Recursos Minerais
  - Agência de Habitação Popular (Agehab)
  - Agência de Previdência Social (Ageprev)
  - Departamento Estadual de Trânsito (Detran-MS)
  - Escritório de Parcerias Estratégicas (EPE/MS)
  - Instituto de Meio Ambiente de Mato Grosso do Sul (Imasul)
  - Universidade Estadual de Mato Grosso do Sul (UEMS)

- Empresas Públicas
  - Companhia de Gás do Estado de Mato Grosso do Sul (MSGÁS)
  - Empresa de Saneamento de Mato Grosso do Sul (Sanesul)

- Fundações
  - Fundação de Apoio ao Desenvolvimento do Ensino, Ciência e da Tecnologia (Fundect)
  - Fundação de Cultura de Mato Grosso do Sul (FCMS)
  - Fundação de Desporto e Lazer de Mato Grosso do Sul (Fundesporte)
  - Fundação Escola de Governo (Escolagov)
  - Fundação Estadual Jornalista Luiz Chagas de Rádio e TV Educativa (Fertel)
  - Fundação de Serviços de Saúde (Funsau)
  - Fundação de Turismo de Mato Grosso do Sul (Fundtur)
  - Fundação do Trabalho de Mato Grosso do Sul (Funtrab)

## Legislativo
O Poder Legislativo de Mato Grosso do Sul é unicameral, constituído pela Assembleia Legislativa do Estado de Mato Grosso do Sul, localizado no Palácio Guaicurus. Ela é constituída por 24 deputados, que são eleitos a cada 4 anos.
- Presidente: Gerson Claro

## Judiciário
A maior corte do Poder Judiciário sul-mato-grossense é o Tribunal de Justiça do Estado de Mato Grosso do Sul, com sede no Parque dos Poderes. Possui comarcas em todos os 79 municípios do estado com seus respectivos Fóruns, que é a sede de cada Comarca.
- Presidente: Sérgio Fernandes Martins